# 레베카 셰야
레베카 셰야(Rebecca Scheja, 1989년 1월 26일 ~ )는 스웨덴의 배우, DJ, 음악 프로듀서이다. 레베카 & 피오나의 멤버이다.